# Trentepohlia (Trentepohlia) nox
Trentepohlia (Trentepohlia) nox is een tweevleugelige uit de familie steltmuggen (Limoniidae). De soort komt voor in het Afrotropisch gebied.